# Kakdihi
Kakdihi è una suddivisione dell'India, classificata come census town, di 4.879 abitanti, situata nel distretto di Midnapore Est, nello stato federato del Bengala Occidentale. In base al numero di abitanti la città rientra nella classe VI (meno di 5.000 persone).

## Geografia fisica
La città è situata a 22° 24' 44 N e 87° 52' 42 E.

## Società

### Evoluzione demografica
Al censimento del 2001 la popolazione di Kakdihi assommava a 4.879 persone, delle quali 2.531 maschi e 2.348 femmine. I bambini di età inferiore o uguale ai sei anni assommavano a 530, dei quali 265 maschi e 265 femmine. Infine, coloro che erano in grado di saper almeno leggere e scrivere erano 3.690, dei quali 2.095 maschi e 1.595 femmine.